# Crocozona holmgreni
Crocozona holmgreni är en fjärilsart som beskrevs av Felix Bryk 1953. Crocozona holmgreni ingår i släktet Crocozona och familjen Riodinidae. Inga underarter finns listade i Catalogue of Life.